# Pterodiscus
Pterodiscus é um género botânico pertencente à família Pedaliaceae.

## Sinonímia
Pedaliophyton Engl.

## Espécies
Composto por 18 espécies:
Pterodiscus angustifolius Pterodiscus aurantiacus Pterodiscus brasiliensis
Pterodiscus coeruleus Pterodiscus elliottii Pterodiscus gayi
Pterodiscus heterophyllus Pterodiscus intermedius Pterodiscus kellerianus
Pterodiscus luridus Pterodiscus ngamicus Pterodiscus purpureus
Pterodiscus ruspolii Pterodiscus saccatus Pterodiscus somaliensis
Pterodiscus speciosus Pterodiscus undulatus Pterodiscus wellbyi

## Nome e referências
Pterodiscus Hook.